# Jerzy Wróblewicz
Jerzy Wróblewicz (ur. 21 sierpnia 1961 w Stargardzie Szczecińskim) – polski lekkoatleta chodziarz, mistrz Polski.

## Kariera
Był mistrzem Polski w chodzie na 50 kilometrów w 1988, wicemistrzem w 1986, 1987 i 1990 oraz brązowym medalistą w 1989. Zdobył również brązowy medal mistrzostw Polski w chodzie na 20 km w 1986.
Wystąpił w Pucharze Świata w Chodzie w 1987 w Nowym Jorku w chodzie na 50 km, ale nie ukończył konkurencji.
Był rekordzistą Polski w chodzie na 50 000 m na bieżni – 4:03:42,2 (11 października 1986, Warszawa) oraz w chodzie dwugodzinnym – 26648 m (26 lipca 1986, Stargard).
Startował również w maratonach i ultramaratonach. Zajął 4. miejsce w biegu maratońskim podczas mistrzostw Polski w 1993.
Rekordy życiowe Wróblewicza:
- bieg maratoński – 2:21:18 (1994)[5]
- bieg na 100 kilometrów – 6:33:11 (10 października 1992, Kalisz)[5][6]
- chód na 20 000 metrów (bieżnia) – 1:27:53,2 (1 września 1990, Aarhus)[7]
- chód na 20 kilometrów (szosa) – 1:24:20 (13 września 1986, Warszawa)[8][6]
- chód na 50 000 metrów (bieżnia) – 4:03:43,2 (11 października 1986, Warszawa)[9]
- chód na 50 kilometrów (szosa) – 3:59:27 (8 kwietnia 1990, Békéscsaba)[10][6]

Był zawodnikiem LKS Pomorze Stargard. Po zakończeniu kariery objął posadę nauczyciela w stargardzkim I LO.